# III. Tupou Salote tongai királynő
Salote (Nukuʻalofa, Tonga, 1900. március 13. – Auckland, Új-Zéland, 1965. december 16.), tongaiul: Sālote Tupou III, Tonga királynője, a Tupou-ház harmadik királya (III. Tupou).

## Élete

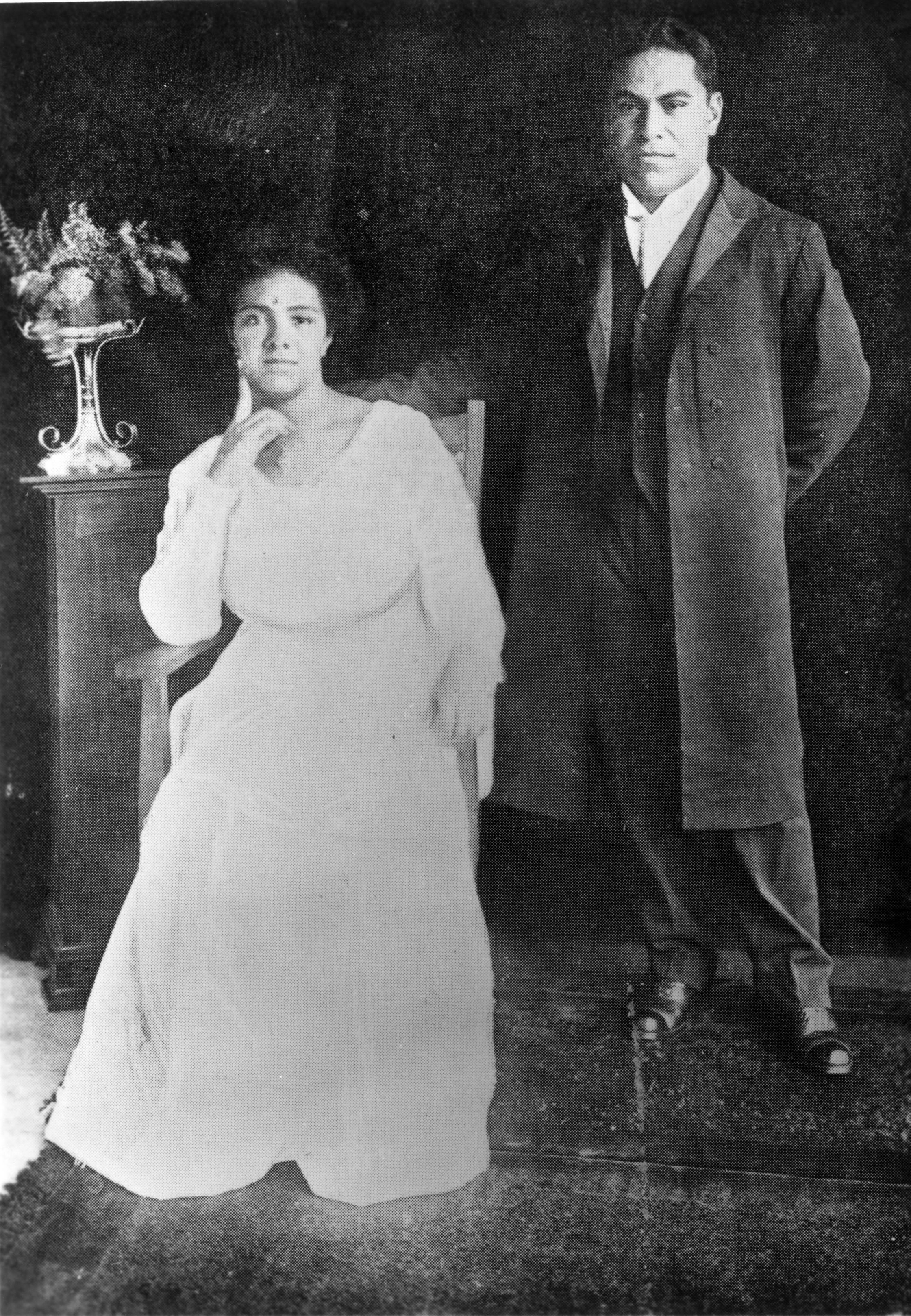
Salote királynő és Viliaimi Tungi herceg esküvői képe (1917)

II. Györgynek, Tonga második királyának és Lavinia Veiongo tongai királynénak az egyetlen gyermeke. Apjának legidősebb lánya. Kétéves volt, amikor édesanyja meghalt. 1917. szeptember 19-én ment férjhez Viliami Tungi herceghez, aki 1920–1944 között Tonga miniszterelnöke volt. 1918. április 5-én apja halálával megörökölte a trónt. 1918. október 11-én koronázták királynővé Nukuʻalofában. Férje nem kapta meg a királyi címet. 1953-ban országa mint brit védnökség alatt álló állam, és a Brit Nemzetközösség tagja képviseletében részt vett II. Erzsébet koronázásán, ahol rendkívüli népszerűségre tett szert. Három fia született, akik közül a másodszülött még az ő életében hunyt el. Halála után utóda elsőszülött fia, IV. Tupou Taufaʻahau lett 1965-ben, aki addig a miniszterelnöki teendőket látta el.

## Gyermekei
- Viliami Tungi (1887–1941) tongai hercegtől, 3 fiú:
  - Taufa'ahau (1918–2006), IV. Tupou Taufaʻahau néven tongai király, felesége Halaevalu Mataʻaho, Tevita Manu-ʻo-pangainak, Vavʻau és Haʻapai kormányzójának a lánya, 4 gyermek
  - Viliami Tukuʻaho (1919–1936) herceg, nem nősült meg
  - Sione Ngu Manumataʻongo (1922–1999) herceg, Tonga miniszterelnöke (1965–1991), felesége Melenaite Tupou-Moheʻofu (1924–1993) hercegnő, ʻInoke Sateki Matafonua Foru Veikune lánya, 6 gyermek

## Irodalom

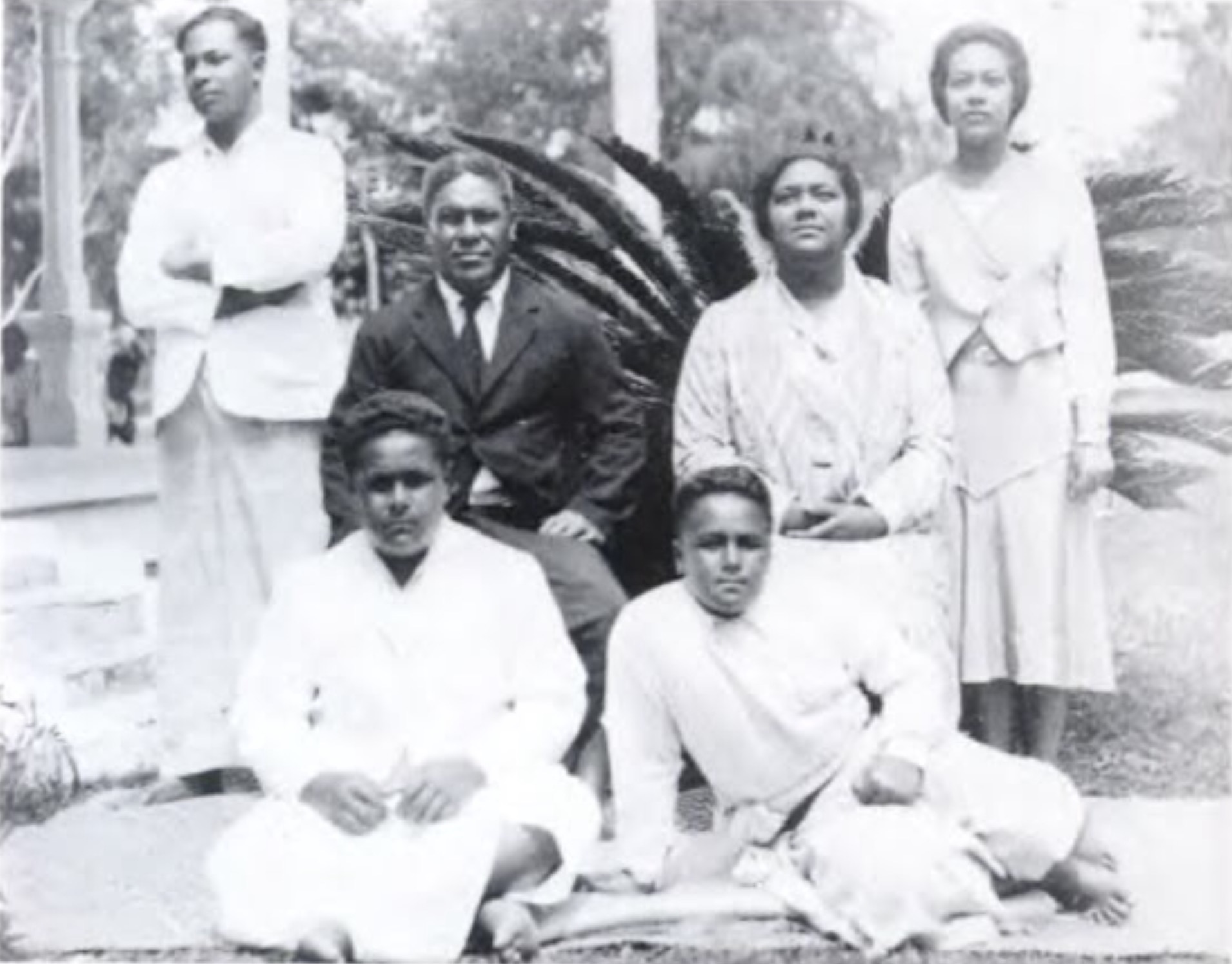
Salote királynő a családjával: férjével, 3 fiával és húgával 1930 körül

## Külső hivatkozások
- Buyers, Christopher: Tonga. The Tupou Dynasty Genealogy (angol nyelven). The Royal Ark. (Hozzáférés: 2015. március 21.)

| Előző II. Tupou György | Tonga királya 1918 – 1965 | Következő IV. Tupou Taufaʻahau |